# إعلان بلغراد
إعلان بلغراد (بالروسية: Белградская декларация)( بالصربية الكرواتية: Beogradska deklaracija ,Београдска декларација)(بالسلوفينية: Beograjska deklaracija)‏ هو وثيقة موقعة من رئيس يوغوسلافيا جوزيف بروز تيتو والزعيم السوفيتي نيكيتا خروتشوف في 2 يونيو 1955 والتي أدى إلى مصالحة قصيرة بين الدولتين. جرت المفاوضات التي سبقت التوقيع على الوثيقة في الفترة ما بين 27 مايو و2 يونيو.
ضمن الإعلان عدم التدخل في شؤون يوغوسلافيا الداخلية والحق في تفسير الاشتراكية في مختلف البلدان. فشل الإعلان في تحقيق تقارب دائم بين البلدين (بسبب القلق اليوغوسلافي من الثورة المجرية 1956) ولكن أثر في نقض حلف البلقان بين يوغوسلافيا وتركيا واليونان عضوا حلف الناتو. شكلت الوثيقة حجر الزاوية في العلاقات بين البلدين على مدى السنوات الـ 35 التالية.

## الخلفية
بعد وفاة ستالين في عام 1953، كان على تيتو الاختيار بين اتباع نهج أكثر غربي في الإصلاحات أو إعادت العلاقات مع الزعيم السوفيتي الجديد نيكيتا خروتشوف. أعاد البلدان إقامة العلاقات الدبلوماسية رسميًا مع وصول السفير السوفيتي فاسيلي فالكوف إلى بلغراد في 30 يوليو، والسفير اليوغوسلافي دوبريفوي فيديتش إلى موسكو في 30 سبتمبر 1953. لكنه لم يؤد تلقائيًا إلى التطبيع بين الحزبين الحاكمين، تبادل الحزب الشيوعي السوفيتي ورابطة الشيوعيين في يوغوسلافيا الرسائل في أواخر عام 1955.
حاول تيتو التصالح مع الاتحاد السوفيتي فدعا خروتشوف إلى بلغراد في عام 1955. تُعرف رحلة خروتشوف إلى بلغراد أحيانًا بين العامة ب كانوسا السوفييتية.
أدى إعلان بلغراد توقف فترة الكومنفورم ومنح الدول الاشتراكية الأخرى الحق في تفسير الماركسية بطريقة مختلفة وضمان علاقات أكثر مساواة بين جميع الدول التابعة والاتحاد السوفيتي. لكن حدود هذه الاتفاقية أصبحت واضحة بعد التدخل السوفييتي في المجر في أكتوبر/تشرين الأول 1956؛ وأعقب ذلك حملة سوفيتية جديدة ضد تيتو، والتي حمل فيها السوفيت الحكومة اليوغوسلافية مسؤولية الثورة المجرية. مرت العلاقات السوفيتية اليوغوسلافية بفترات باردة مماثلة في الستينيات (بعد النهاية العنيفة لربيع براغ وما تلاها من غزو حلف وارسو لتشيكوسلوفاكيا ). ثم أصبحت يوغوسلافيا عضوًا منتسبًا في الكوميكون في عام 1964 بعد التوصل إلى اتفاق مع القيادة السوفيتية.